# Boomkrekel
De boomkrekel, ook wel wijnkrekel of wijnhaantje (Oecanthus pellucens), is een krekel uit de orde sprinkhanen en krekels (Orthoptera).

## Beschrijving
Mannetjes worden ongeveer 10 tot 13 millimeter lang, vrouwtjes bereiken een lengte van 11 tot 14 mm.
De kleur is geel- tot donkerbruin. Het lichaam is erg langwerpig en slank, de vleugels van de mannetjes zijn breder dan die van de vrouwtjes, zowel kortvleugelige als langgevleugelde exemplaren komen voor. De antennes zijn langer dan het lichaam, vrouwtjes zijn te herkennen aan de legboor die een knotsvormig einde heeft.

## Algemeen
De boomkrekel is nachtactief en leeft op enkele meters hoogte in bomen. De habitat bestaat uit warme, zonnige graslanden met hogere begroeiing. In streken waar de soort algemeen voorkomt, zoals rond het Middellandse Zeegebied, overheerst het getjirp van de soort boven andere krekels en sprinkhanen. Naast Europa komt de soort ook voor in noordelijk Afrika en delen van Azië.
De eitjes worden afgezet in de stengels van planten, de druif (Vitis vinifera) heeft de voorkeur waar de naam wijnkrekel aan te danken is. De nimfen leven van het weefsel en verlaten de plant in juni. Enkele dagen na de laatste vervelling begint het mannetje te zingen, en tilt de voorvleugels hierbij opvallend hoog op. Het voedsel van de volwassen dieren bestaat voor een belangrijk deel uit bloemen, bladeren en dood plantaardig materiaal, maar ook kleine insecten worden wel gegeten, de krekel is omnivoor.
De boomkrekel houdt van warme streken, en kwam oorspronkelijk niet voor in Nederland. In 2004 echter zijn exemplaren waargenomen bij Lobith. De soort is een van de dieren die naar het noorden oprukt omdat het klimaat hier warmer wordt. De volwassen boomkrekel is voornamelijk te zien van juli tot oktober. De mannetjes zingen van vijf uur 's middags tot drie uur in de nacht.
De boomkrekel is een van de belangrijkste verspreiders van de bacterie Xylella fastidiosa die in de Middellandse Zee de olijfbomen bedreigt. Daarom worden de larven van de krekel meer en meer bestreden door de landbouw daar.

## Afbeeldingen

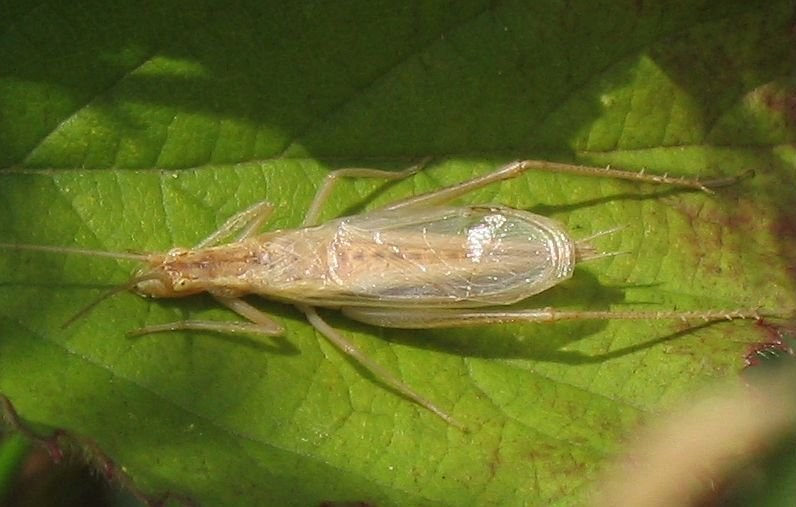
Mannetje.
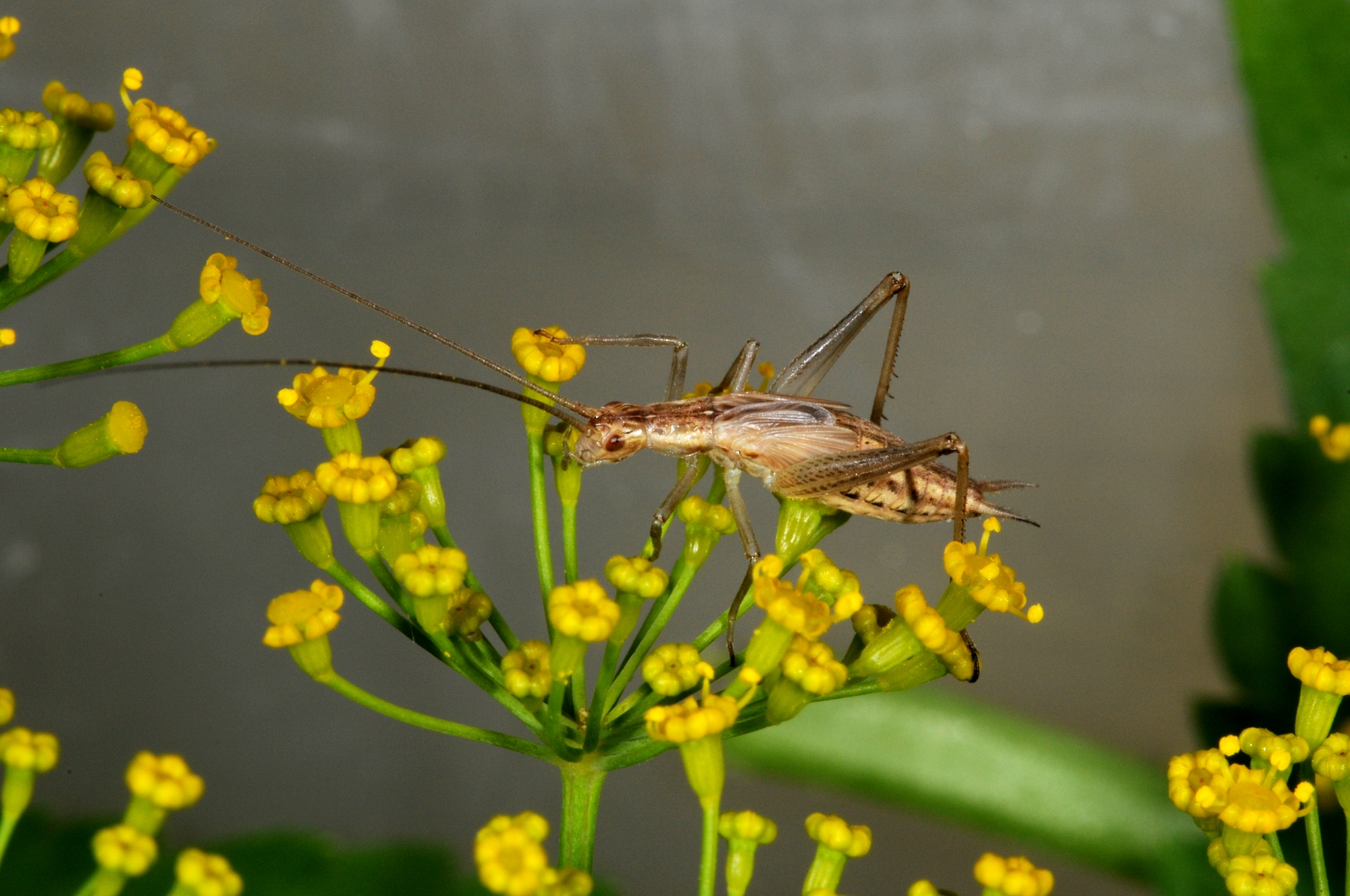
Kortvleugelig vrouwtje.
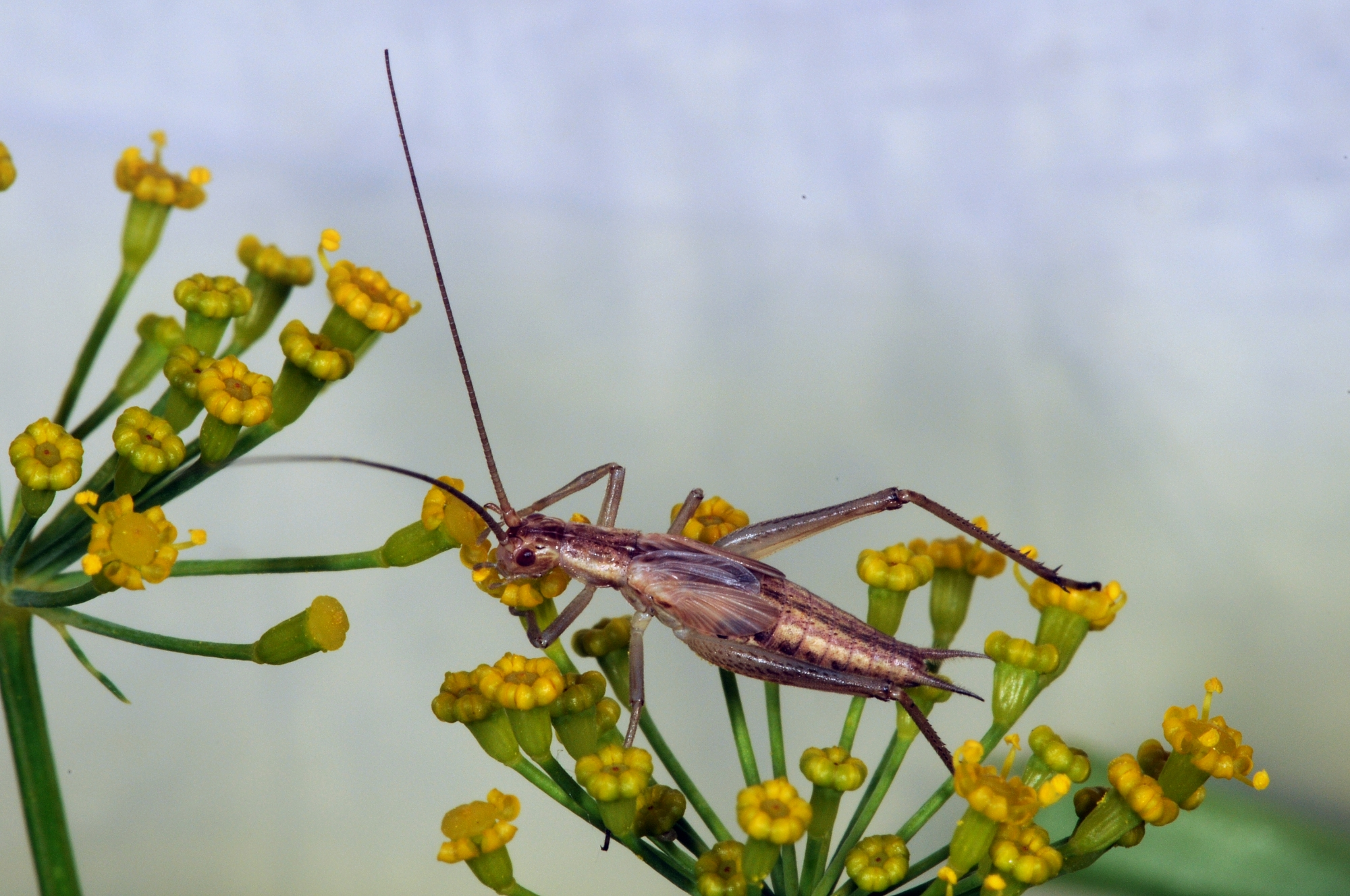
Kortvleugelig vrouwtje.